# Pavel Mikeska
Pavel Mikeska (ur. 5 listopada 1940 w Zlinie) – czeski trener skoków narciarskich. Były trener polskiej oraz czeskiej kadry A w skokach narciarskich.
W 1994 roku został trenerem reprezentacji Polski w skokach narciarskich i funkcję tę sprawował do 10 stycznia 1999 roku, kiedy został zdymisjonowany. Jego ówczesny podopieczny Adam Małysz trzykrotnie zwyciężał w zawodach Pucharu Świata oraz dwukrotnie zajął miejsce w pierwszej dziesiątce klasyfikacji generalnej tego cyklu (7. i 10.). W 1995 roku na mistrzostwach świata w Thunder Bay był dziesiąty i jedenasty. Dwa lata później podczas mistrzostw świata w Trondheim Robert Mateja uplasował się na piątej pozycji. Następcą Czecha został Piotr Fijas, który pełnił tę funkcję do końca sezonu 1998/1999.
Od 2000 roku do września 2002 był trenerem czeskiej kadry A w skokach. Następnie zajmował się treningiem czeskich zawodniczek (m.in. Vladěny Pustkovej), a od 2007 roku był oficjalnym trenerem czeskiej kadry skoczkiń w skokach. W sezonie 2007/2008 jego podopiecznymi były Michaela Doleželová, Vladěna Pustková, Lucie Míková oraz Johanka Špačková.
W sezonie 2009/2010 był trenerem polskiej skoczkini Joanny Gawron, natomiast od sezonu 2010/2011 ponownie zajmuje się czeską skoczkinią Michaelą Doleželovą.
W latach 2012–2014 był trenerem słowackiego skoczka Tomáša Zmoraya.

## Reprezentacje prowadzone przez Pavla Mikeskę
- klub SC Oberstdorf (1986-1990)
- klub SC Partenkirchen (1990-1993)
- kadra A Polski w skokach narciarskich (1994-1999)
- kadra A Czech w skokach narciarskich (2000-2002)
- grupa młodzieżowa w czeskim klubie Sokol Kozlovice
- kadra A i B kobiet Czech w skokach narciarskich (2007-2008)